# 東祖谷九鬼
東祖谷九鬼（ひがしいやくき）は、徳島県三好市にある町名。郵便番号は778-0203。

## 地理
北は東祖谷中上、西は東祖谷下瀬、南は東祖谷西山、東は祖谷川を挟んで東祖谷久保にそれぞれ接する。

### 河川
- 祖谷川

## 歴史
2006年2月28日までは、東祖谷山村の一部となっていたが、2006年3月1日、東祖谷山村は三好郡内の5町村と合併し、三好市となった。
従来は徳島県三好郡東祖谷山村九鬼となっていたが、現在は徳島県三好市東祖谷九鬼となっている。

### 沿革
- 2006年（平成18年）3月1日 - 合併により現行名に改称。

## 人口と世帯数
2021年（令和3年）2月28日現在の世帯数と人口は以下の通りである。
| 町丁       | 世帯数 | 人口 |
| ---------- | ------ | ---- |
| 東祖谷九鬼 | 4世帯  | 4人  |

## 小・中学校の学区
市立小・中学校に通う場合、学区は以下の通りとなる。
| 番地 | 小学校               | 中学校               |
| ---- | -------------------- | -------------------- |
| 全域 | 三好市立東祖谷小学校 | 三好市立東祖谷中学校 |

## 施設
- 祖谷渓

## 交通

### 鉄道
- 最寄り駅はJR土讃線の大歩危駅。

### 道路
国道
- 国道439号